# Portada/efemèride juny 4
Angelina Jolie
« 3 de juny · 4 de juny · 5 de juny »